# Публій Ювенцій Цельс Старший
Публій Ювенцій Цельс Старший (*Publius Iuventius Celsus, д/н — бл. 115) — давньоримський правник, очільник Прокуліанської школи наприкінці I ст. та на початку II ст. н. е.

## Життєпис
Походив з роду правників Ювенціїв. Був нащадком Тіта Ювенція, що був адвокатом на початку I ст. до н. е. Про його діяльність відомо замало. Вивчав право в Прокуліанській школі. Обрав собі кар'єру правника, відмовившись від участі у політичних справ, не претендував на державні посади. Після смерті Луція Плотій Пегаса спочатку самостійно, а потім разом з Луцієм Нерацієм Пріском очолював Прокуліанську школу. Проте з його діяльності та правничих ідеї мало що залишилося. Окремі новели представлені у Дигестах.
Відомий був також як консультант вищих посадових осіб імперії. У 90-х роках входив до правничої ради впливового сенатора Публія Дуценія Вера. Займався навчання й свого сина — Публія Ювенція Молодшого. Помер Ювенцій Цельс близько 115 року.